# Erysimum koelzii
Erysimum koelzii là một loài thực vật có hoa trong họ Cải. Loài này được Polatschek & Rech.f. mô tả khoa học đầu tiên năm 1968.